# Алтавила Ирпина
Алтавѝла Ирпѝна (на италиански: Altavilla Irpina; на неаполитански: Altavill, Алтавилъ) е малко градче и община в Южна Италия, провинция Авелино, регион Кампания. Разположено е на 334 m надморска височина. Населението на общината е 4154 души (към 2010 г.).